# E24号線
E24号線 (E24ごうせん、英: European route E24) はイギリス国内を東西に走っている欧州自動車道路のAクラス幹線道路。
E13号線やE32号線と同様にイギリスのみを通る。
E24号線を示す案内標識はほとんど設置されていない。

## 経路

### 経過する主要都市
- イギリス
  - ケンブリッジ